# Ophioplinthaca miranda
Ophioplinthaca miranda is een slangster uit de familie Ophiacanthidae.
De wetenschappelijke naam van de soort werd in 1904 gepubliceerd door René Koehler.